# Альжанов, Ерик Маликович
Ерик Маликович Альжанов (род. 2 октября 1991 года) — казахстанский боксёр.

## Карьера
Выступает в весовой категории до 75 кг.
Член национальной сборной Казахстана по боксу Казахстана. Тренируется в составе профессионального боксерского клуба «Астана Арланс» в составе которых стал победителем сезона 2015 года под руководством заслуженного тренера РК Марата Джакиева.
В финале чемпионата Азии 2017 года уступил узбекистанскому боксёру Бектемиру Меликузиеву